# Пикун (гора)
Пикун — гора в  Украинских Карпатах, в горном массиве Горганы, расположенная неподалёку от села Быстрица Надворнянского района  Ивано-Франковской области. Пикун является частью хребта Довбушанка. Высота — 1657 м. Северные и северо-восточные склоны очень крутые, местами с обрывами. Юго-восточный и западный склоны пологие, ими можно пройти согласно вершинам Ведмежик (1737 м), Довбушанка (1754 м) и  Поленский (1693 м).
У подножия горы Пикун расположено небольшое искусственное озеро, по которому ранее сплавляли лес.